# Ramón Lagier

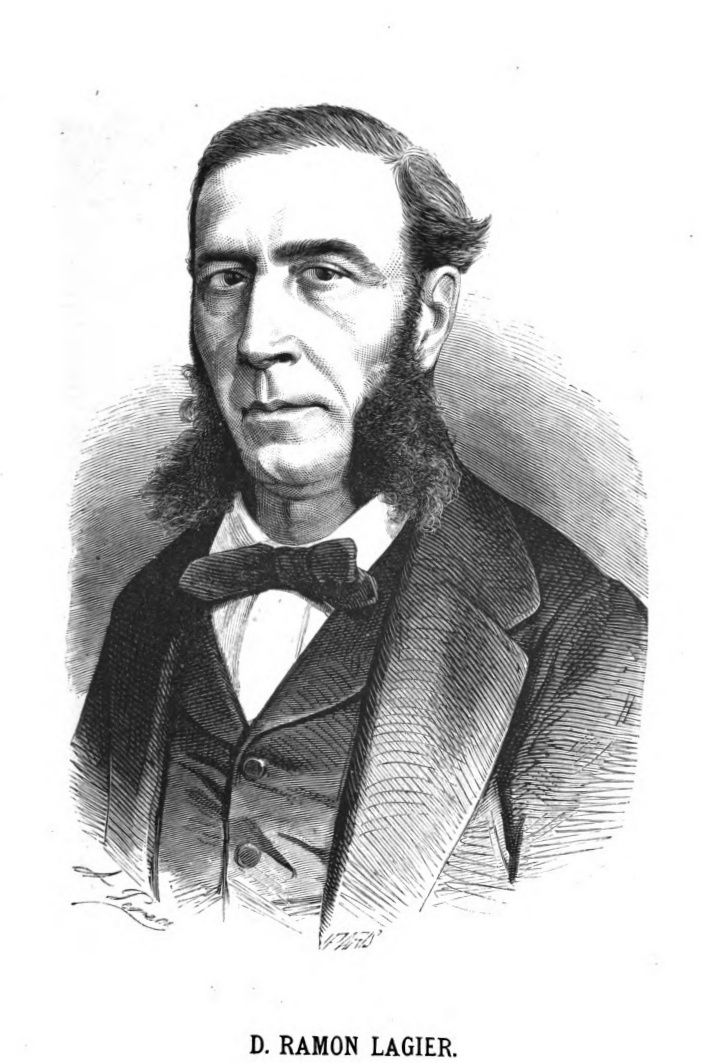
Ramón Lagier, en un dibujo de Alfredo Perea en Carlos Rubio, Historia filosófica de la revolución española de 1868, Madrid, 1868.

Ramón Lagier Pomares (Alicante, 1821-Elche, 1897) fue un capitán de la marina mercante, espiritista y político español de ideología republicana. Amigo personal de Prim, participó activamente en los pronunciamientos del final del reinado de Isabel II y en la Revolución de septiembre de 1868, en la que tuvo como misión transportar a Cádiz en el vapor Buenaventura, del que era capitán, a Serrano y los generales unionistas confinados en las Canarias para que pudieran incorporarse a la sublevación.

## Biografía
De familia liberal, su padre, rico comerciante con negocios en Inglaterra, hubo de exiliarse tras la restauración absolutista de 1823 y Ramón Lagier se crio en Valverde con su abuelo materno, labrador hacendado. En 1830 regresó su padre a España, aunque arruinado, y él pudo estudiar en la Escuela de Náutica de Alicante, embarcándose por primera vez en 1835. Ya en 1840 capitaneó su primer buque de vela, La Esperanza. En 1842 contrajo matrimonio con María Vicenta Lloret, de quince años, que fallecería del cólera en 1854 mientras él navegaba por Oriente. La enfermedad acabó también con una hija y con sus suegros, quedando solo y con la responsabilidad de la educación de cuatro hijos. En las mismas fechas se hizo cargo del mando del vapor Hamburgo, de la Compañía de Navegación Hispano Alemana, el primer mercante a vapor de la marina española. En 1856 fue contratado por Antonio López y López, luego marqués de Comillas, armador de la Compañía Trasatlántica, para realizar el trayecto del vapor correo entre Alicante y Marsella. Ocurrió entonces un suceso que trastornó su vida, largamente explicado por Pedro Ibarra Ruiz en sus Apuntes para la biografía de Lagier. En Marsella dejó a sus cuatro hijos al cuidado del consignatario de la compañía y banquero, al que Lagier decía afín a los jesuitas. En 1862, a la vuelta de un viaje a Bélgica, fue informado de que sus hijas sufrían abusos sexuales por parte del consignatario —pero según la justicia francesa había sido el propio consignatario el que habría informado por carta a Lagier de la conducta poco decente de la mayor de las hijas—. Además, un hijo, Vicente, de doce años, había muerto abandonado en la buhardilla de un colegio regentado por los jesuitas y enterrado sin certificado médico alguno y, según contaba el propio Lagier años más tarde, con síntomas claros de haber sido víctima de sodomía.
A pesar de todos sus esfuerzos, en los que llegó a entrevistarse con el emperador y su esposa, la emperatriz Eugenia de Montijo, y a pesar del dinero gastado en abogados, que le causaron la ruina, no halló en la justicia francesa la respuesta que esperaba y sus denuncias fueron archivadas, lo que no dudaba en atribuir a la poderosa influencia de los jesuitas. En ese estado de desesperación leyó El libro de los espíritus de Allan Kardec cuya lectura le hizo sentirse «a salvo», al abrirle la posibilidad de entrar en contacto con sus seres queridos, y desde ese momento se convirtió en propagandista del espiritismo. En 1863 volvió a capitanear un vapor, Le Monarch, que inmediatamente puso a disposición de Prim. En septiembre de 1868, al frente del Buenaventura, que anteriormente había estado al servicio de Garibaldi, trasladó de Canarias a la península a los generales confinados en las islas en una operación coordinada por el unionista Adelardo López de Ayala y José Paúl y Angulo, y a continuación trasladó desde Portugal y Madeira a otros desterrados para que pudieran sumarse a la revolución, pese a la oposición del gobierno portugués. Candidato por el partido republicano al congreso de los diputados en las elecciones a Cortes Constituyentes de 1869 por la circunscripción de Alicante, fue derrotado por la candidatura oficial y, al menos momentáneamente, se apartó de la política activa. Con la Restauración se incorporó al Partido Republicano Posibilista de Eleuterio Maisonnave, pero en marzo de 1886 rompió con Emilio Castelar, descontento con su aproximación a los partidos monárquicos, y dio sus apoyo a Ruiz Zorrilla y su Partido Republicano Progresista. Desde su retiro en Elche, colaboró asiduamente con Las Dominicales del Libre Pensamiento y con periódicos republicanos y espiritistas, como La Unión Democrática, El Buen Sentido, La Fraternidad Universal, La Justicia y otros. 
Escribió, como respuesta al relato de Antonio Ros de Olano El doctor Lañuela, una narración titulada Algún miedo la tuve, que fue publicada en Marsella a comienzos de 1868 con el subtítulo «Escrita en el mar por el capitán Ramón Lagier / Gobernando El Monarca». Pérez Galdós hizo de él uno de los protagonistas de Prim, novela de la cuarta serie de los Episodios nacionales, como rescatador y guía de Iberito, «pescado al fin en el Mediterráneo por Lagier, como un hermoso salvaje, que apenas hablaba y todo lo decía con los ojos. El capitán le había tomado afecto; le enseñaba la náutica y los trajines de a bordo, y le daba lecciones de furioso liberalismo».